# Johanna (vrouw van Chusas)
Johanna (van het Hebreeuwse יוֹחָנָה, Jôḥānāh, "JHWH is genadig geweest"), de vrouw van Chusas, werd volgens Lucas 8:2-3 in het Nieuwe Testament door Jezus genezen van kwade geesten en ziekten en volgde Jezus daarna met Maria Magdalena, Suzanna en enkele andere vrouwen vanuit Galilea naar Jeruzalem. Zij zorgden voor Jezus en de twaalf apostelen "uit eigen middelen", dus net als de andere vrouwen was zij waarschijnlijk een bemiddelde vrouw.
Ze wordt in dit verhaal aangeduid als "de vrouw van Chusas, de rentmeester van Herodes", de tetrarch van Galilea. Om haar te onderscheiden van andere vrouwen met de naam Johanna of Joanna wordt ze vaak aangeduid als 'de vrouw van Chusas'. Johanna was waarschijnlijk de weduwe van Chusas, of ze volgde Jezus met toestemming van haar echtgenoot. Bij de Joden van die tijd was het de gewoonte dat rondreizende predikers zich vergezelden van enkele vrome vrouwen, zonder dat dit tot schandalen leidde.
Hoewel ze daar niet met name wordt genoemd, wordt vaak aangenomen dat zij ook aanwezig was toen Jezus in zijn graf werd gelegd (Lucas 23:54-56). Ze wordt wel met name genoemd als een van degenen die het lege graf ontdekten (Lucas 24:1-11). Volgens het Martyrologium Romanum (2001) was zij degene die de apostelen vertelde over Jezus' opstanding.
Hoewel ook daar niet met name genoemd, wordt Johanna gezien als een van "de vrouwen" die zich bij de leerlingen en Maria (moeder van Jezus) in gebed voegden in de bovenkamer (Handelingen 1:13-14). Vaak wordt ook aangenomen dat ze tot de groep van 120 behoorde die Mattias als apostel kozen om de plek van Judas Iskariot op te vullen en dat ze ook aanwezig was op de Pinksterdag (Handelingen 1:15-2:4).
Volgens de traditie ontdekte zij het hoofd van Johannes de Doper nadat Herodias het had weggegooid.

## Heilige mirredraagster
In de orthodoxe traditie wordt ze geëerd als "Heilige Johanna de Mirredraagster" (Grieks: Αγία Ιωάννα η Μυροφόρος) en wordt ze herdacht onder de acht vrouwen die mirre droegen op de "Zondag van de Mirredragers", twee zondagen na het orthodoxe Pasen. Vanaf deze herdenking wordt ze in de herziene heiligenkalender van de Lutheran Church – Missouri Synod herdacht als een van de heilige mirredragers op 3 augustus, samen met andere vrouwen die aanwezig waren bij het graf van Jezus in nieuwtestamentische verslagen. Deze omvatten Maria van Klopas en Salome.

## Identificatie
Net als Ben Witherington pleit Richard Bauckham ervoor om Johanna, de vrouw van Chusas, te identificeren met de Junia die wordt genoemd in Romeinen 16:7, waarbij "Johanna" haar joodse naam is en "Junia" haar Romeinse. Bauckham merkt op dat Paulus Junia beschrijft als een lid van de christelijke gemeenschap vóór hem, en gezien het feit dat Paulus zelf zich bekeerde binnen drie jaar na de dood van Jezus, zou dat vereisen dat Junia al heel vroeg lid was van de gemeenschap.
Terwijl Johanna een gehelleniseerde, Griekse aanpassing van een Hebreeuwse naam is, is Junia een Latijnse naam. Joden namen vaak een tweede, Latijnse naam aan die bijna klankequivalenten waren van hun oorspronkelijke naam. Johanna en Junia fungeren als bijna-klankequivalenten in de moedertalen, wat volgens Bauckham een indicatie is van de identificatie tussen de twee. Ten slotte beschrijft Paulus Junia en Andronikus als "aanzienlijke apostelen" (of "in aanzien bij de apostelen"). Gezien het feit dat Junia wordt beschreven als een vroeg lid van de gemeenschap en als een van de meest prominente leden, is het feit dat ze nergens anders wordt genoemd, een indicatie, zoals Bauckham betoogt, dat zij en Johanna dezelfde persoon zijn, gezien Johanna's grote bekendheid tijdens de bediening van Jezus.
De historicus Thierry Murcia stelde in zijn werk over Maria Magdalena voor om Johanna, de vrouw van Chusas, te identificeren met de anonieme zondaar in Lucas 7:36-50. Hij schreef:
Hoewel ze herhaaldelijk een 'zondaar' wordt genoemd, wordt de precieze aard van de fouten van de anonieme vrouw nooit gespecificeerd. Het a priori en de verbeelding helpen, de meeste exegeten hebben er seksuele zonden in willen zien. Maar het wordt niet gezegd. We kunnen ook denken aan een relatie met geld. In de evangeliën, en meer in het bijzonder in Lucas, worden de rijken inderdaad veel vaker gehekeld dan de hoereerders. In dit perspectief zou "Johanna, vrouw van Chusas, rentmeester van Herodes", de tweede op de lijst die door Lucas wordt verstrekt, en die, net als de zondaar, alleen door deze evangelist wordt genoemd, het best geplaatst zijn om deze rol te belichamen.